# Chandragupta Máuria
Chandragupta Máuria (em sânscrito: चन्द्रगुप्त मौर्य; 340 a.C. — 298 a.C.), foi um dos fundadores do Império Máuria que, pela primeira vez, abrangeu a maior parte do subcontinente indiano e por isto é considerado como primeiro unificador e genuíno primeiro imperador da Índia. Nos escritos gregos e latinos antigos, Chandragupta é conhecido como Sandrocupto (Σανδρόκυπτος), Sandrócoto (Σανδρόκοττος) ou Andrócoto (Ανδρόκοττος).
Antes de consolidar o seu poder, Chandragupta teria acedido ao poder num pequeno reino situado no nordeste do subcontinente da Índia de onde estendeu o seu domínio contra o Império Nanda dominando toda a Planície Indo Ganges. Depois das conquistas de Chandragupta o Império Máuria estendia-se desde Bengala e Assam no Leste, até o Afeganistão e o Baluquistão no Oeste, até Caxemira e Nepal no norte, e até o Planalto do Decão no sul.
Na Índia, o primeiro grande império foi fundado em 321 a.C. por um obscuro guerreiro, Chandragupta. Era o comandante do exército de Mágada, então sob o domínio da dinastia Nanda. Chandragupta dirigiu uma revolta que falhou e fugiu para junto de Alexandre Magno, para refúgio e conselho, quando este se encontrava no noroeste da Índia. Levou a cabo um novo ataque ao rei Nanda (possivelmente com apoio grego), matando-o e subindo ao trono. Dava-se início a uma nova dinastia na história da Índia, a dinastia Máuria.
Chandragupta unificou o Norte da Índia e o seu império estendeu-se de Bengala ao Indocuche, nas fronteiras com o Afeganistão. Em 305 a.C., repeliu uma tentativa de invasão de Seleuco I Nicátor, um dos generais de Alexandre, que se apoderara da parte oriental do Império Macedónio.